# Eli Manning
Elisha Nelson Manning, detto Eli (New Orleans, 3 gennaio 1981), è un ex giocatore di football americano statunitense che ha militato per tutta la sua carriera nel ruolo di quarterback per i New York Giants della National Football League (NFL).
È il fratello minore dell'ex quarterback NFL Peyton Manning e figlio dell'ex quarterback NFL Archie Manning. Ha giocato a football alla University of Mississippi (Ole Miss) dopo aver frequentato una scuola preparatoria, la Isidore Newman School a New Orleans. Fu scelto come primo assoluto nel Draft NFL 2004 dai San Diego Chargers e scambiato immediatamente coi New York Giants, i quali, in cambio, diedero la quarta scelta assoluta Philip Rivers. Manning vinse il premio di miglior giocatore del Super Bowl XLII il 3 febbraio 2008 dopo aver guidato i Giants alla vittoria sui precedentemente imbattuti New England Patriots. Nel 2011 ha guidato nuovamente i Giants al Super Bowl XLVI, dove la sua squadra ha superato ancora una volta i Patriots, facendogli vincere il secondo Super Bowl in carriera e venendo nominato di nuovo MVP della gara.

## Carriera universitaria

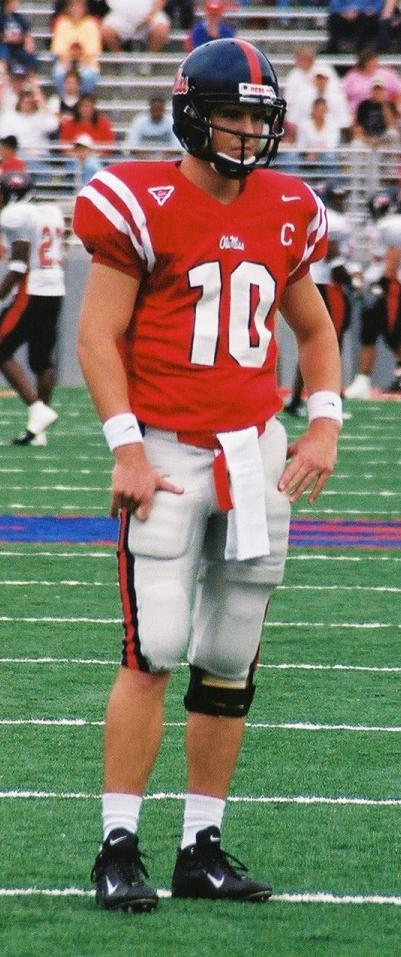
Manning a Ole Miss.

Durante i suoi anni con i Rebels dell'Università del Mississippi, Manning stabilì o pareggiò 45 primati dell'istituto. Concluse la sua carriera con 10.119 yard (quinto nella storia della SEC), 81 passaggi da touchdown (terzo nella storia della SEC) e un passer rating di 137,7 (sesto nella SEC). Guidò i Rebels a un record di 10-3 e a una vittoria per 31-28 nel Cotton Bowl Classic sugli Oklahoma State Cowboys nel 2003. Fu invitato al Senior Bowl 2004 ma decise di non prendervi parte.
Mentre la sua ultima stagione si avviava alla conclusione, Manning vinse diversi premi, inclusi il Maxwell Award, assegnato al miglior giocatore dell'anno, il Johnny Unitas Golden Arm Award e il premio di giocatore dell'anno della SEC. Fu anche candidato alla vittoria dell'Heisman Trophy, concludendo al terzo posto dopo Jason White di Oklahoma e Larry Fitzgerald di Pittsburgh.

## Carriera professionistica

### Draft NFL 2004
I San Diego Chargers erano in possesso della prima scelta assoluta del Draft NFL 2004 a causa del loro record di 4-12 nella stagione 2003, e nelle settimane precedenti era parsa chiara la loro intenzione di chiamare Manning. Questi (a cui fece eco il padre Archie) disse però pubblicamente di non voler giocare per i Chargers; San Diego lo scelse comunque, scambiandolo la notte stessa coi New York Giants in cambio del quarterback Philip Rivers, chiamato dagli stessi Giants con la quarta scelta assoluta, e di altre scelte (con le quali la franchigia californiana selezionò Shawne Merriman e Nate Kaeding).

#### La classe dei quarterback del 2004
Manning fu uno dei quattro quarterback selezionato nel primo giro del draft 2004 in compagnia di Ben Roethlisberger, Philip Rivers e J.P. Losman. Manning, Roethlisberger e Rivers furono tutti selezionati per il Pro Bowl una volta diventati titolari, nessuno produsse stagioni con un record negativo fino al 2012 (malgrado tutti avessero avuto una stagione da 8-8) e Roethlisberger e Manning vinsero due Super Bowl a testa. Essi vennero accostati alla classe dei quarterback del 1983, che vide la presenza degli Hall of Famer Dan Marino, John Elway e Jim Kelly.

### Stagione 2004
Manning debuttò come titolare contro gli Atlanta Falcons al Giants Stadium il 21 novembre 2004. Nella sua quarta partenza da titolare, contro i Baltimore Ravens all'M&T Bank Stadium il dicembre 2004, egli terminò con 0,0 di passer rating e fu messo in panchina nel secondo tempo in favore di Kurt Warner ma rimase il titolare dei Giants fino alla fine della stagione.

### Stagione 2005
Dopo il 2004, Warner decise di diventare free agent ed Eli fu nominato titolare per il 2005. Manning portò i Giants ad un record di 2-0 con le vittorie su Cardinals e Saints, prima di viaggiare nella West Coast per affrontare San Diego. I tifosi dei Chargers non avevano dimenticato l'offesa subita e il 25 settembre 2005, quando Manning e i Giants made giocarono per la prima volta in trasferta a San Diego dal giorno del draft, la folla fischiò Manning sonoramente ogni volta che toccava il pallone. San Diego sconfisse i Giants 45-23 ma Eli mostrò una delle migliori performance della sua giovane carriera, passando con 24 su 41 per 352 yard e 2 touchdown.
Dopo questa partita a San Diego, Manning ritornò in casa lanciando 300 yard ed il record in carriera di 4 touchdown contro i St. Louis Rams nella vittoria 44-24. Due gare dopo, guidò il drive dell'ultimo minuto contro i Denver Broncos assicurandosi la vittoria 24-23 per i Giants. Il drive culminò in un touchdown da due yard per Amani Toomer con cinque secondi rimanenti. Due settimane dopo, Manning si riprese da un negativo primo quarto a San Francisco assicurando la prima vittoria in trasferta della stagione, 24–6. Malgrado una performance negativa in casa contro i Minnesota Vikings, dove lanciò 4 intercetti, aiutò la squadra a pareggiare la partita nei minuti finali prima che i Vikings vincessero col field goal finale.
Manning finì tra i 5 migliori quarterback sia in yard passate che in passaggi da TD, mentre l'attacco da lui guidato finì terzo nella NFL con 422 punti segnati. Fu il più alto numero di punti segnati dai Giants dal 1963. I Giants vinsero l'NFC East con un 11–5 di record e si qualificarono per i playoff.

### Stagione 2006
La seconda stagione completa di Manning ripartì da dove era terminata la precedente. Egli partì giocando bene e completando il 65 per cento dei suoi passaggi nelle prime quattro gare. Nella seconda parte di stagione la sua produzione invece fu in calo. Dopo una sconfitta contro suo fratello Peyton e i Colts nella gara di apertura, Eli e Giants si ripresero da uno svantaggio di 24-7 nel quarto periodo vincendo 30-24 ai supplementari contro gli Eagles nella settimana due. Manning lanciò il record in carriera di 371 yard con tre touchdown, compreso quello vincente per Plaxico Burress ai supplementari. Dopo una prestazione negativa a Seattle la settimana seguente, Manning e i Giants risposero vincendo cinque partite consecutive battendo tra gli alti Redskins, Cowboys e Falcons e portandosi a un record di 6-2.
Dopo questa striscia vincente, infortuni chiave compreso quello al ricevitore Amani Toomer affossarono Manning e i Giants. Giocando contro i Chicago Bears, Manning partì bene ma l'attacco dei Giants fu fermato dall'infortunio del tackle Luke Petitgout che si ruppe una gamba. Manning fu tenuto a sole 141 yard con due intercetti. La perdita di Petitgout aprì una falla cruciale nella posizione di tackle e Manning non riuscì a ripetere le prove convincenti della prima parte di stagione. Manning faticò la settimana seguente a Jacksonville e la settimana seguente i Giants, anche a causa di un suo intercetto videro svanire nel quarto periodo coi Titans un vantaggio di 21 punti. Manning migliorò la settimana successiva, lanciando per 270 yard e due touchdown ma i Giants persero di nuovo. Alla fine si ripresero e Manning lanciò tre touchdown nella vittoria a Carolina ma giocò nuovamente male nelle ultime tre gare. Egli lanciò tre intercetti con gli Eagles e passò solo 73 yard coi Saints. Anche se i Giants si portarono sull'8-8 la settimana seguente a Washington, Manning completò solo 12 passaggi su 26 per 101 yard ed un touchdown. I Giants si qualificarono per i playoff dove incontrarono nuovamente gli Eagles. Anche se giocò nettamente meglio in questa gara, completando 16 passaggi su 27 e touchdown, i Giants persero con un field goal degli Eagles all'ultimo secondo.
Nella stagione, Manning lanciò per 3.244 yard, 24 touchdown e 18 intercetti. Egli completò il 57,7% dei suoi passaggi, un miglioramento di 5 punti dal 2005 ma di nuovo faticò nella seconda parte della stagione. Manning finì con un passer rating di 77,0 (18º nella lega) con 6,2 yard per tentativo.

### Stagione 2007: Vittoria del primo Super Bowl

#### Preparazione per il 2007

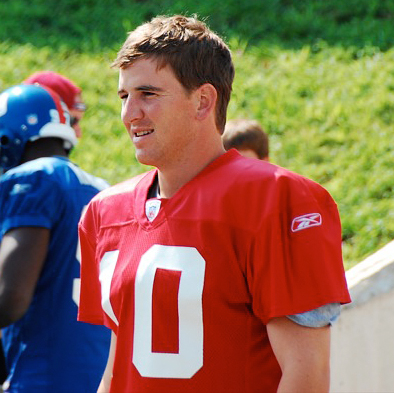
Eli Manning durante il training camp dei Giants nel 2007.

Manning si allenò nelle Meadowlands con il coordinatore offensivo Kevin Gilbride ed il nuovo allenatore dei quarterback Chris Palmer. Per la prima volta, Plaxico Burress e Jeremy Shockey si allenarono nella off-season con Manning per perfezionare i loro tempi e la loro chimica di squadra, piuttosto che allenarsi da soli a Miami come negli anni precedenti.

#### Stagione regolare
Manning aprì la stagione 2007 con una performance di alto livello contro i Dallas Cowboys, completando 28 passaggi su 41 per 312 yard, 4 touchdown ed un intercetto ma soffrì un infortunio alla spalla. Anche se giocò contro Green Bay nella settimana 2 lanciando per 211 yard ed un touchdown, la difesa dei Giants non si comportò bene e New York perse la seconda gara consecutiva per 35-13. Nella settimana 3, Manning e Giants, grazie a una migliorata difesa, superarono i Washington Redskins vinsero 24-17. La difesa dei Giants poi fermò i Philadelphia Eagles con un record NFL pareggiato di 12 sack, tenendo l'attacco degli Eagles ad un solo field goal. I Giants vinsero 16-3. La settimana successiva, Manning contribuì alla vittoria in rimonta sui New York Jets.
Dopo due vittorie casalinghe consecutive, Manning e i Giants ottennero la quarta consecutiva battendo 31-10 gli Atlanta Falcons al Georgia Dome nel Monday Night Football. Manning giocò bene, completando 27 su 39 passaggi per 303 yard con due touchdown e due intercetti subiti. Grazie al grosso sforzo di miglioramento della difesa, i Giants si portarono 5-2 la settimana seguente con la vittoria 33-15 sui San Francisco 49ers. Manning giocò nuovamente bene, lanciando due TD. Nella settimana 8, i Giants giocarono in trasferta contro i Miami Dolphins il 28 ottobre 2007, allo stadio Wembley di Londra. Manning lanciò per sole 59 yard nella pioggia e nel fango ma segnò l'unico TD dei Giants con una corsa da 10 yard. Questo touchdown fu il primo della stagione regolare nella storia della NFL ad essere segnato fuori dal Nord America. I Giants batterono i Dolphins, 13–10, salendo a un record di 6–2 a metà della stagione 2007.
Dopo aver perso contro i rivali di division dei Dallas Cowboys nella settimana 9, il comproprietario dei New York Giants John Mara mise pubblicamente in dubbio l'abilità di Manning di guidare i New York Giants nel 2007 ma soprattutto nel futuro:
Dopo una settimana di critiche dai media di New York media ed essere stato surclassato da Tony Romo, Manning si rifece battendo i diretti rivali nella conference, i Detroit Lions. Manning passò per 283 yard ed 1 touchdown ma soprattutto non ebbe nessun intercetto in una gara cruciale in trasferta.
La settimana seguente, nella sconfitta 41-17 contro i Minnesota Vikings, Manning lanciò quattro intercetti e tre di essi vennero ritornati in touchdown. Eli continuò a faticare fino all'ultima gara della stagione, contro i New England Patriots ancora imbattuti sul 15-0. Con un posto nei playoff assicurato, i Giants avrebbero potuto far riposare molti titolari, invece decisero di giocare con la formazione tipo per tentare di battere i e fermare la loro striscia da record. I Giants persero 38-35, con Manning che completò 22 passaggi su 32 per 252 yard con quattro touchdown ed un intercetto.

#### Playoff
Il 6 gennaio 2008, Manning completò 20 passaggi su 27 per 185 nella gara in trasferta contro i Tampa Bay Buccaneers. Gli sfavoriti Giants vinsero 24-14 e Manning lanciò due touchdown.
Il 13 gennaio 2008, Manning guidò i Giants ad una nuova sorprendente vittoria contro i favoriti Dallas Cowboys, la squadra con il miglior record della NFC. Per la terza partita consecutiva, Manning giocò bene, completando 12 passaggi su 18 per 163 yard e due touchdown senza intercetti. I Giants furono la prima squadra a battere la numero uno della NFC nel divisional round dall'inizio del formato a 12 squadre dal 1990. Questa vittoria permise loro di giocasi la finale della NFC contro i Green Bay Packers domenica 20 gennaio 2008. Nella partita, i Giants batterono i Packers nei supplementari, con un punteggio di 23-20. La drammatica vittoria assicurò a Manning e ai Giants il viaggio per il Super Bowl XLII. Essa fu la prima apparizione dei Giants al Super Bowl dal Super Bowl XXXV.

#### Super Bowl XLII

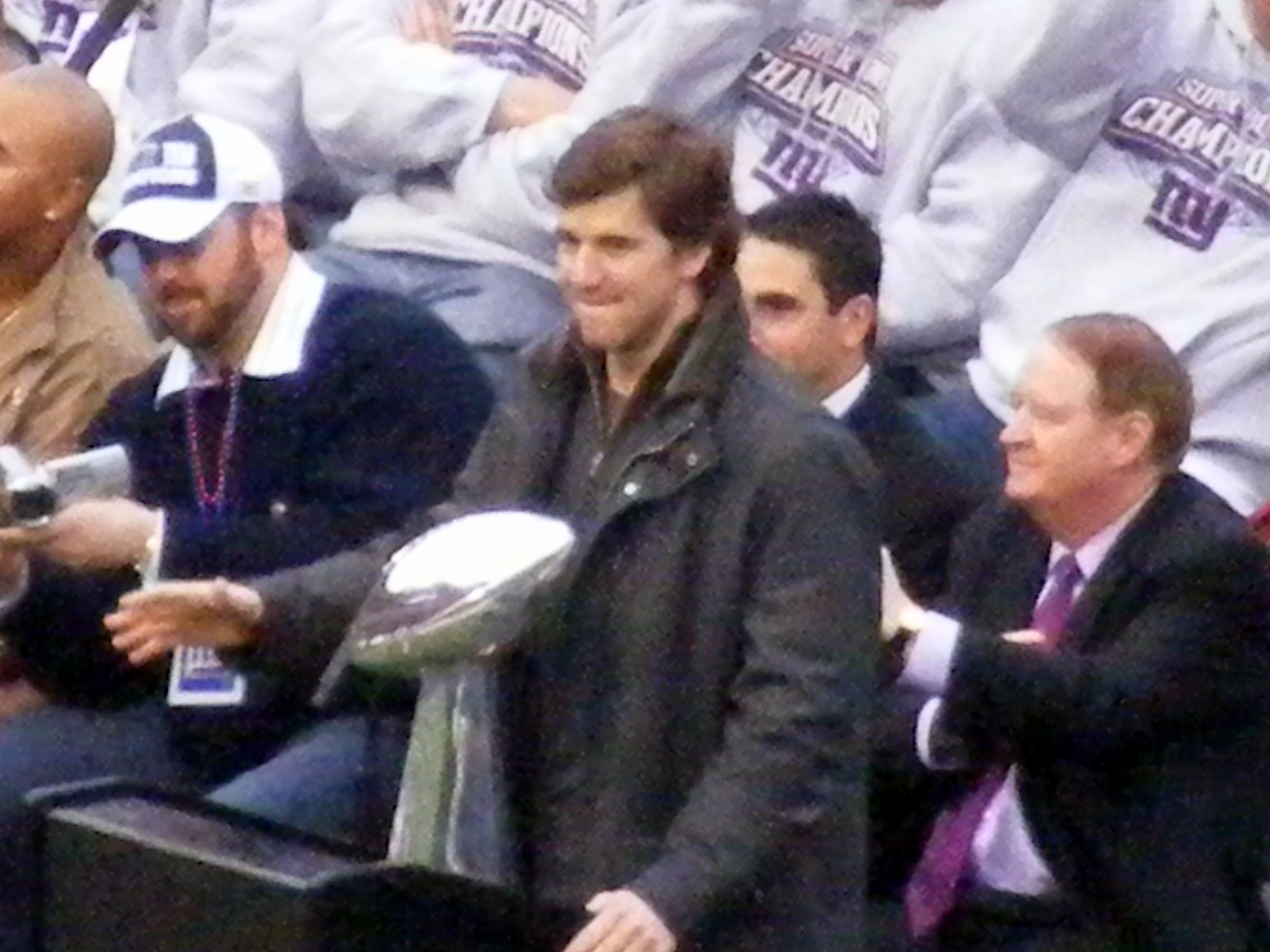
Eli con il Trofeo Vince Lombardi durante la celebrazione della vittoria dei Giants nel Super Bowl al Giants Stadium.

Di fronte ad una platea televisiva da record e grazie a un drive nel finale del quarto periodo guidato da Manning, i Giants batterono i favoriti ed ancora imbattuti New England Patriots 17–14.
In svantaggio 14-10, con 2'42" rimanenti, Manning guidò i Giants con un drive da 83 yard concluso col touchdown della vittoria. Su un cruciale terzo down e cinque yard sulla propria linea delle 44 yard, Manning riuscì a completare un passaggio per David Tyree evitando diversi tentativi di sack. Tyree ricevette con successo il pallone sopra il suo casco. Quattro giocate dopo, Plaxico Burress ricevette un passaggio da touchdown di 13 yard con soli 35 secondi rimanenti. Manning divenne il secondo quarterback nella storia della NFL a lanciare due touchdown del sorpasso nell'ultimo quarto di un Super Bowl (Joe Montana fu il primo). Manning divenne inoltre il primo quarterback a lanciare il touchdown vincente nell'ultimo minuto, in una gara per il titolo NFL (compresa l'era pre-Super Bowl) quando un field goal non sarebbe stato abbastanza per pareggiare la partita.
Manning fu nominato miglior giocatore del Super Bowl XLII. Lui e suo fratello Peyton sono gli unici fratelli ad aver giocato come quarterback nel Super Bowl nonché gli unici ad aver vinto il premio di Super Bowl MVP, compiendo ciò in due anni consecutivi.
Per la vittoria del titolo di Super Bowl MVP gli fu concesso di scegliere un qualsiasi modello di Cadillac prodotto nel 2008 e Manning scelse una Escalade Hybrid.

### Stagione 2008

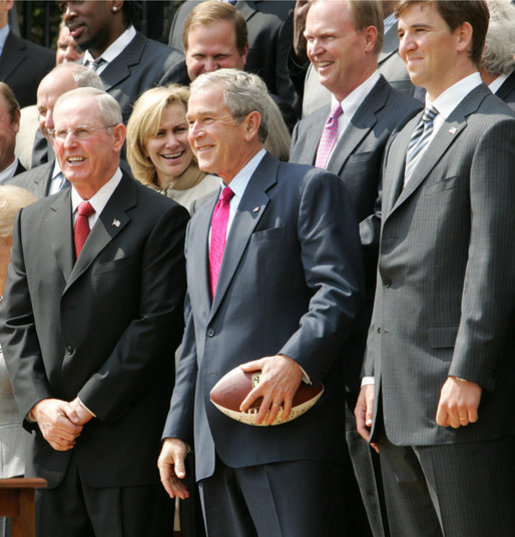
Manning (destra) e l'allenatore Tom Coughlin (sinistra) con il Presidente Bush il 30 aprile 2008

Manning e i Giants aprirono la stagione 2008 con una vittoria sui rivali di division, i Washington Redskins, 16–7. “È stata una grande gara di debutto” disse Manning, che completò 19 passaggi su 35 per 216 yard, un touchdown su corsa ed un intercetto. “C'era un sacco di emozione, un sacco di eccitazione. Si poteva sentirlo nella folla." Nella seconda gara annuale dei Giants contro i St. Louis Rams, essi vinsero nuovamente, 41–13, grazie ad una stellare performance di Manning. Questi finì con 20 completi, 260 yard passate e 3 touchdownper 3 diversi ricevitori. La vittoria fu anche la quarta consecutiva sui Rams. La settimana seguente, Manning riportò in partita i Giants con un'altra magia nel quarto periodo, recuperando un largo svantaggio e passando per il touchdown del pareggio al tight end Kevin Boss e poi nei supplementari, lanciando un passaggio da 31 yard per Amani Toomer nella vittoria finale 26–23 su Cincinnati. La quarta settimana dei Giants vide segnare in tutti i primi sei possessi dominando i Seattle Seahawks, 44–6. Manning lanciò per 2 touchdown, completando 19 passaggi su 25 per 267 yard con i Giants che guadagnarono in totale 523 yard in attacco, il loro massimo dal 2002.
Dopo undici partite i Giants si trovarono sul 10-1. In novembre, Manning fu nominato giocatore offensivo del mese della NFC. Durante quel mese, Manning lanciò per 1.036 yard e 10 touchdown con un 94,9 di passer rating portando i Giants ad avere un perfetto 5–0 di record. Manning fu convocato per il suo primo Pro Bowl il 16 dicembre, facendone il primo quarterback dei Giants ad avere questo onore da Phil Simms nel 1993.
Col miglior record della NFC, i Giants saltarono il primo turno dei playoff e si assicurarono il fattore campo in tutte le partite. Nel divisional round, essi affrontarono gli arci-rivali dei Philadelphia Eagles al Giants Stadium. Philadelphia vinse la gara 23–11. Manning completò 15 passaggi su 29 per 169 yard senza touchdown e con due intercetti.

### Stagione 2009

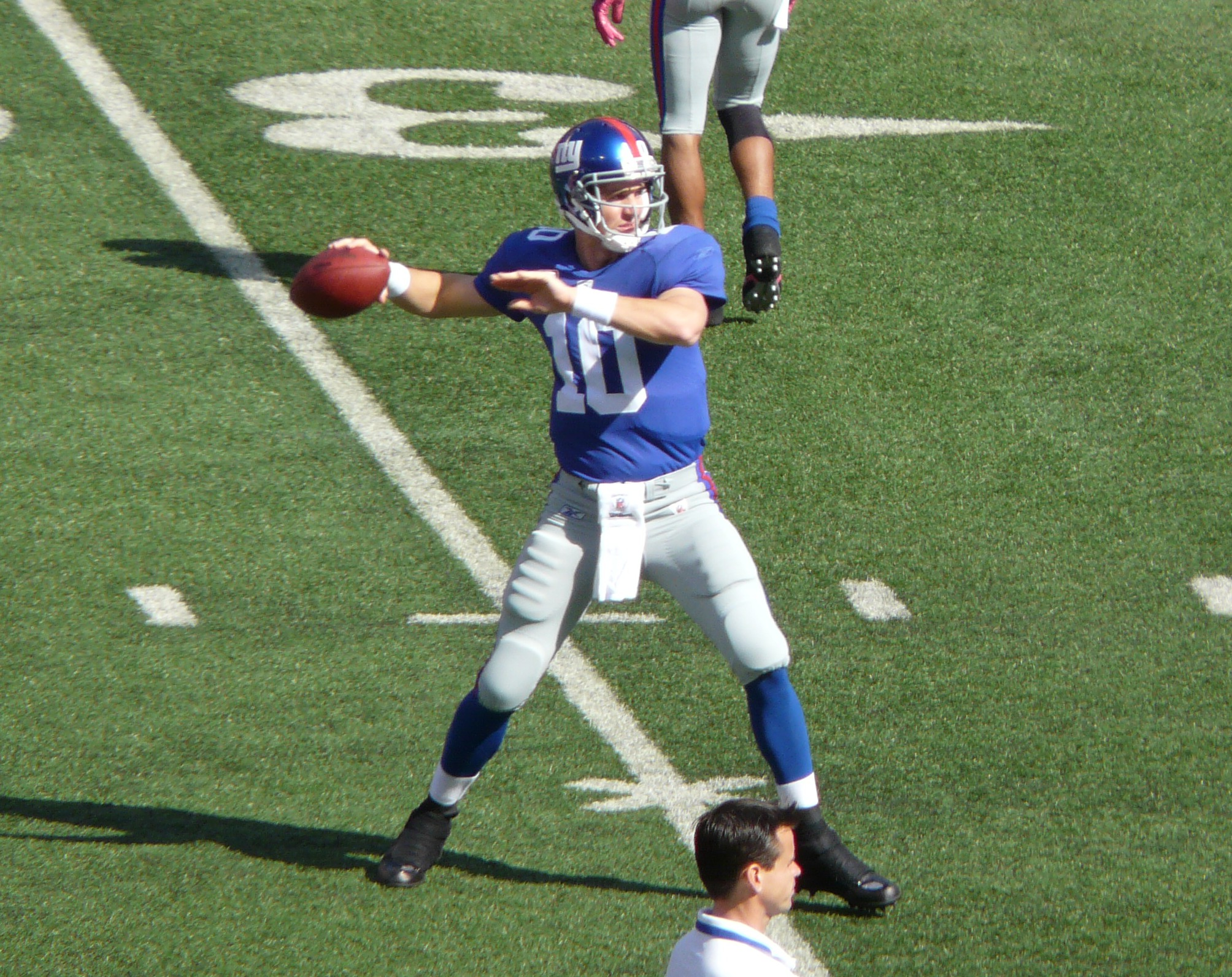
Manning in un pre-partita nel 2009

Il 2009 fu, fino a quel momento, la migliore di Eli dal punto di vista statistico mentre a livello di squadra le cose non andarono altrettanto bene. La stagione iniziò con la vittoria delle prime cinque partite consecutive. Nella settimana 5, Manning completò 8 passaggi su 10 per 173 yard e 2 touchdown nella vittoria dei Giants 44-7 sui Raiders. Per la prima volta in carriera, Manning mise a segno un perfetto passer rating.
Dopo quella vittoria seguì una striscia di quattro sconfitte consecutive prima di battere i Falcons, contro cui Eli passò il record in carriera di 384 yard con 3 touchdown.
I Giants non si qualificarono per i playoff e la stagione di Manning si concluse con i record in carriera di 4.021 yard passate, 27 touchdown, un 62,3 per cento di passaggi completi ed un passer rating di 93,1.

### Stagione 2010

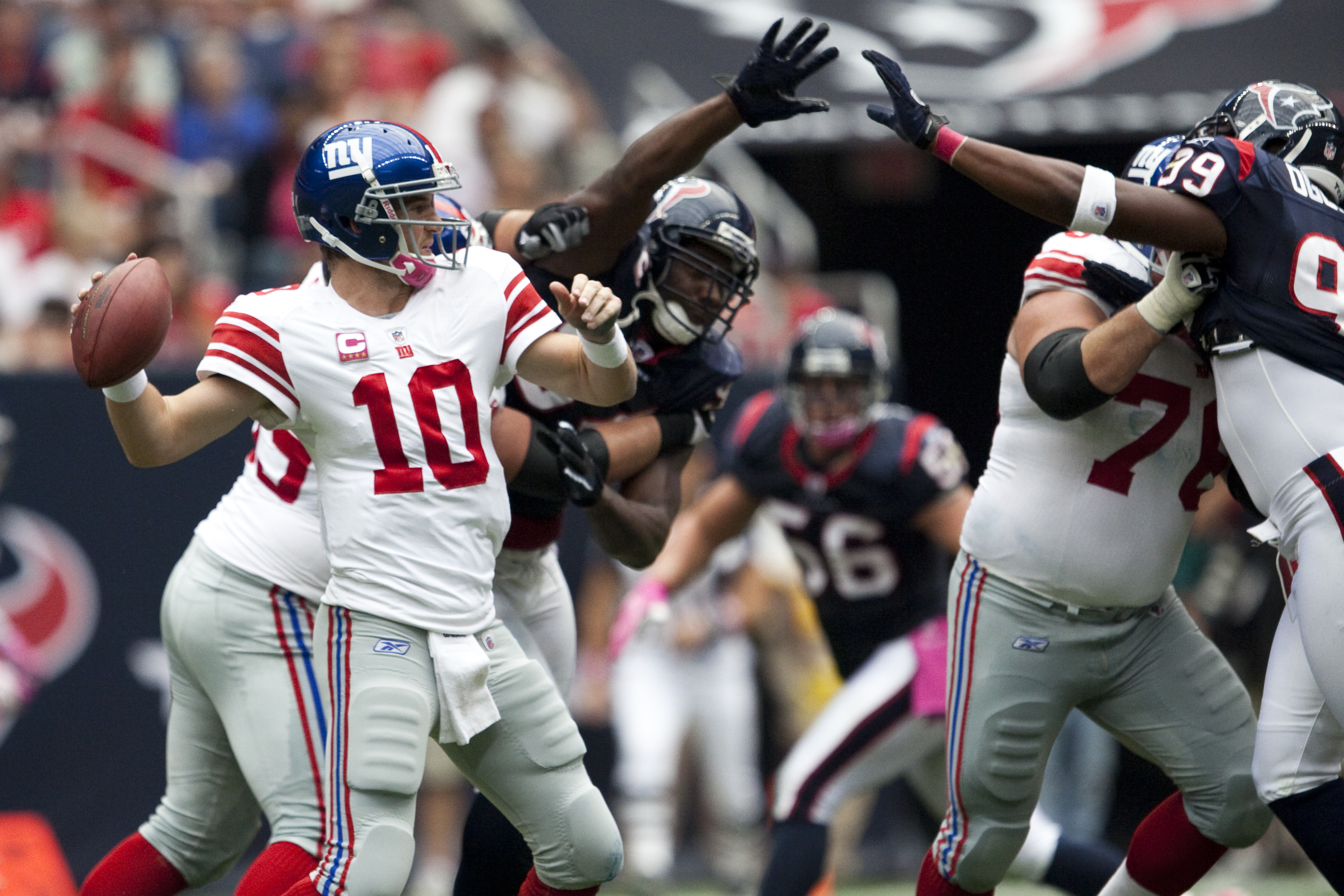
Manning contro gli Houston Texans nell'ottobre 2010

Il 16 agosto, durante una gara di pre-stagione contro i New York Jets, Manning fu colpito prima da Brandon Jacobs e poi da Calvin Pace che gli fece scivolare in casco e infine se la dovette vedere col face mask di Jim Leonhard. Come risultato, Manning ebbe una larga ferita che richiese 12 punti di sutura e che lo costrinsero ad abbandonare la gara.
I Giants finirono la stagione 2010 con un record di 10-6 con le sconfitte subite contro Indianapolis Colts, Tennessee Titans, Dallas Cowboys, Philadelphia Eagles e Green Bay Packers. Eli Manning guidò i Giants alla vittoria 17-14 nell'ultima gara stagionale contro Washington Redskins ma, a causa della vittoria dei Green Bay Packers 10-3 sui Chicago Bears, i Giants non si qualificarono per i playoff. I Packers alla fine vinsero il Super Bowl XLV. Manning finì la stagione con 4002 yard, un record in carriera di 31 touchdown ma anche con il record negativo di 25 intercetti (il peggior risultato per un QB nella stagione e un 62,5 di percentuale di completamento.

### Stagione 2011: Vittoria del secondo Super Bowl

#### Stagione regolare

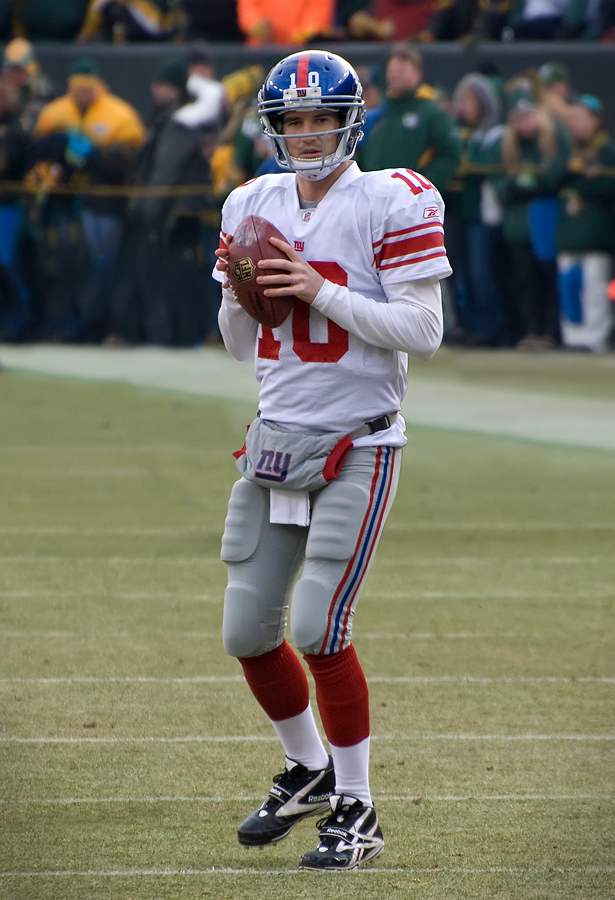
Eli Manning nel 2012.

La prima metà della stagione 2011 si svolse in maniera molto positiva per i Giants, i quali si portarono su un record di 6-2 dopo otto partite. Le uniche due sconfitte coincisero col debutto stagionale coi Redskins e nella quarta settimana contro i Seahawks. Dalla nona partita in poi, i Giants subirono quattro sconfitte consecutive contro 49ers, Eagles, Saint e Packers. In quest'ultima partita però essi furono la squadra che mise più in difficoltà i campioni in carica ancora imbattuti, i quali riuscirono a vincere solo con un field goal negli ultimi secondi di gara. Con il posto nei playoff seriamente in pericolo, essi a quattro partite dalla fine ottennero un'importante vittoria in trasferta sui diretti rivali dei Cowboys prima di ottenere una nuova umiliante sconfitta in casa coi Redskins nella settimana 15. Con due partite alla fine della stagione regolare contro due avversarie dirette nella corsa per l'offseason, i Giants avrebbero dovuto vincerle entrambe per centrare un posto nel tabellone della NFC. Nella penultima partita essi vinsero contro i New York Jets. Nell'ultima gara della stagione, praticamente già un anticipo di playoff, il 1º gennaio 2012 i Giants batterono i Cowboys 31-14.
Durante la stagione regolare, Manning mise insieme nei passaggi cifre mai raggiunte prima in carriera, lanciando per 4.933 yard, con 29 touchdown, 16 intercetti e 11 soli sack per un passer rating di 92,9, il secondo migliore della carriera. Il suo obiettivo preferito fu il ricevitore Victor Cruz, con 82 passaggi per un record di franchigia di 1.536 yard (terzo nella NFL) e 9 touchdown. Tra gli altri bersagli di Manning in stagione vi furono Hakeem Nicks (76 ricezioni, 1.192 yard, 7 touchdown) e Mario Manningham (39 ricezioni e 523 yard in 12 gare). Manning dimostrò di essere cresciuto notevolmente come quarterback anche rispetto all'annata del primo Super Bowl vinto, venne selezionato per il suo secondo Pro Bowl A e votato al 31º posto nella NFL Top 100, l'annuale classifica dei migliori cento giocatori della stagione.

#### Playoff

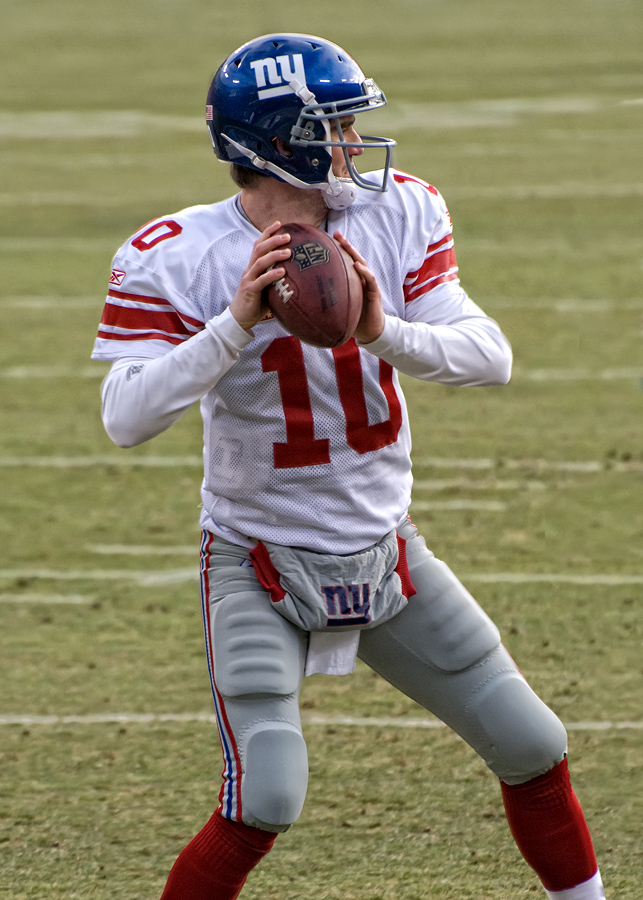
Eli Manning nel 2012.

L'8 gennaio 2012, al MetLife Stadium, Manning e i Giants si sbarazzarono facilmente degli Atlanta Falcons vincendo per 24-2, con gli unici punti segnati dagli avversari a causa di una safety di Manning. Eli giocò una splendida partita completando 23 passaggi su 32 per 277 yard e 3 touchdown, il suo nuovo record nei playoff.
La settimana seguente, allo storico Lambeau Field, i Giants si trovarono ad affrontare la testa di serie numero 1, i favoritissimi Packers, reduci da ben 15 vittorie ed una sola sconfitta in stagione. Durante la partita, grazie alla difesa dei Giants guidata da Jason Pierre-Paul, i Packers e il loro quarterback, l'MVP stagionale Aaron Rodgers, trovarono delle inusuali difficoltà offensive. Manning giocò una partita strepitosa lanciando per 330 yard e altri 3 touchdown (con un intercetto) compreso un fondamentale passaggio da oltre 40 yard per Hakeen Nicks allo scadere del primo tempo che venne tramutato in un TD e che permise di spostare l'inerzia della partita verso i Giants. Alla fine, New York vinse nettamente per 37-20 guadagnandosi l'accesso al turno successivo.
Il 22 gennaio, nella finale della NFC, i Giants si trovarono di fronte ai San Francisco 49ers a Candlestick Park. La partita si dimostrò equilibrata per tutto il tempo tanto che occorsero i supplementari per decretare la vincente della sfida. Nell'overtime i Giants vinsero 20-17 col field goal vincente di Lawrence Tynes, guadagnandosi l'accesso al Super Bowl XLVI. Manning giocò un'altra prova maiuscola passando per 316 yard, completando 32 passaggi su ben 58 tentativi e passando per 2 touchdown.

#### Super Bowl XLVI
Il 5 febbraio 2012, i Giants si trovarono nuovamente ad affrontare al Super Bowl Tom Brady e i New England Patriots i quali, come quattro anni prima, erano dati per favoriti. Come nell'occasione precedente però, i Giants riuscirono a sovvertire i pronostici. Manning iniziò bene la partita completando i primi 9 passaggi ma, alla fine del primo tempo, i Giants si trovavano in svantaggio per 10-9. I punti di New York giunsero tramite un intentional grounding di Brady che causò una safety e da un passaggio da touchdown di Eli in favore di Victor Cruz. Dopo due field goal segnati nel terzo periodo, i Giants si trovarono ancora a rincorrere per 17-15 alla fine della penultima frazione. Nell'ultimo quarto, Manning nei minuti finali guidò un drive che ricordò quello di quattro anni prima e che si concluse col touchdown su corsa di Ahmad Bradshaw. Il disperato tentativo di rimonta dei Patriots nel minuto finale non andò a buon fine e i Giants vinsero il quarto Super Bowl della loro storia, il secondo nella carriera di Eli Manning.
Manning terminò la gara con 30 su 40 nei passaggi per 296 yard ed un passaggio da touchdown (un intercetto subito) venendo nuovamente nominato MVP dell'incontro.

### Stagione 2012
Il 5 settembre 2012, nella prima gara della nuova stagione, i Dallas Cowboys si vendicarono dei New York Giants campioni in carica che li avevano esclusi dalla corsa ai playoff l'annata precedente, vincendo 24-17 in trasferta. Manning completò 21 passaggi su 32 tentativi per 213 yard e un touchdown.
Il 16 settembre, nella gara contro i Tampa Bay Buccaneers, Manning faticò per tutto il primo tempo lanciando tre intercetti, coi Giants che si trovarono in svantaggio di 14 punti. Si rifece nel secondo tempo, guidando New York alla rimonta con un primato in carriera con 510 yard passate e tre passaggi da touchdown che fissarono il risultato sul 41-34 per i Giants. Per questa prestazione vinse per la seconda volta in carriera il premio di miglior quarterback della settimana.
Nel Thursday Night Football della settimana 3, i Giants superarono nettamente i Carolina Panthers 36-7, con Manning che disputò la sua ventiduesima partita consecutiva da oltre 200 yard passate che lo pose al secondo posto nella storia della lega dopo le 45 di Dan Fouts.
Nella settimana 7, Manning guidò un'altra rimonta dei Giants contro i Washington Redskins completando il passaggio da touchdown della vittoria da 77 yard per Victor Cruz a meno di due minuti dalla fine, terminando con 337 yard, 1 touchdown e 2 intercetti. Sette giorni dopo, dopo essere stati in vantaggio per 23-0, i Giants si fecero rimontare da Dallas finendo per passare in svantaggio nel quarto periodo. Per la ventesima volta nella carriera di Manning però, New York riuscì a rimontare a sua volta, vincendo 29-24. Manning concluse con 192 yard, nessun passaggio da touchdown e subì un intercetto. Seguì una striscia di tre sconfitte consecutive, interrotta nella settimana 12 contro i Packers con Manning che tornò sui livelli di inizio stagione passando 249 yard con 3 touchdown (superando quota 200 in carriera).

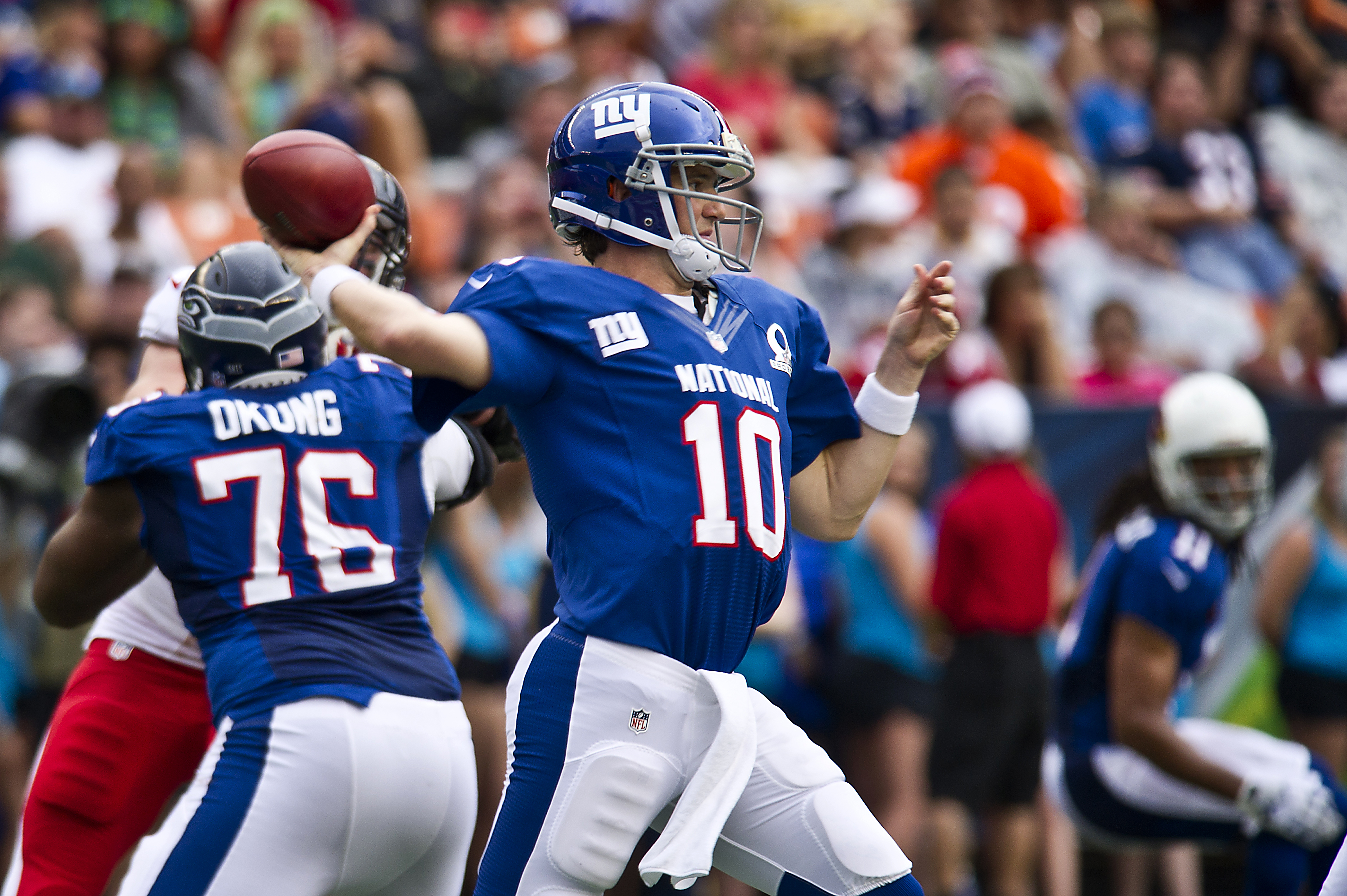
Manning durante il Pro Bowl 2013.

Una rotonda vittoria per 54-27 sui Saints nella settimana 14 permise ai Giants di mantenere la testa della division con una gara di vantaggio su Redskins e Cowboys. Eli passò 259 yard con 4 touchdown e 2 intercetti. Seguirono due nette sconfitte nelle due settimane successive, contro Falcons (34-0) e Ravens (33-14) che tolsero ai Giants ogni possibilità di vincere la NFC East, compromettendo anche il raggiungimento di un'eventuale wild card. La squadra si risvegliò troppo tardi, quando nell'ultimo turno di campionato schiantò gli Eagles con l'allora record in carriera di 5 passaggi da touchdown di Manning ma la contemporanea vittoria dei Bears la escluse dalla post-season. Il 15 gennaio fu convocato per il suo terzo Pro Bowl in sostituzione dell'infortunato Aaron Rodgers. A fine anno fu posizionato al numero 43 nella classifica dei migliori cento giocatori della stagione.

### Stagione 2013
Nella settimana 1, i Giants persero per la prima volta contro i Cowboys all'AT&T Stadium dalla sua inaugurazione nel 2009. Eli passò 450 yard e 4 touchdown (3 per Victor Cruz) ma subì anche 3 intercetti. Nella settimana successiva, Eli affrontò per la terza volta in carriera il fratello Peyton, questa volta con la maglia dei Broncos, nel cosiddetto Manning Bowl III, in cui fu sconfitto nuovamente, dopo aver passato un solo touchdown a fronte di altri quattro intercetti. Nella settimana seguente i Giants scesero ancora più in basso perdendo per 38-0 contro i Panthers, con Eli che passò solamente 119 yard e un intercetto, subendo 7 sack in quella che fu la sconfitta più pesante dell'era Coughlin. I Giants partirono per la prima volta con un record di 0-4 dalla stagione 1987 con la sconfitta contro i Chiefs, in cui Eli passò un TD da 69 yard per Cruz e subì un intercetto. Nella settimana 5 giunse un'altra sconfitta con gli Eagles. Manning passò 334 yard e 2 TD ma subì tre intercetti tutti nel quarto periodo. Con tre intercetti lanciati nella sconfitta del giovedì successivo contro i Bears, Eli divenne il giocatore a subirne il maggior numero dal 1991 nelle prime sei giornate e i Giants ebbero la peggior partenza dal 1976.
La prima vittoria di New York giunse nel Monday Night della settimana 7 contro i Vikings in cui Manning passò 200 yard e un touchdown, senza subire intercetti per la prima volta in stagione. La domenica successiva giunse la seconda vittoria consecutiva ai danni degli Eagles con 246 yard passate da Eli, senza touchdown e intercetti. Pur senza impressionare New York continuò a vincere anche la domenica seguente con Eli che passò 140 yard, un touchdown e un intercetto contro i Raiders. La quarta vittoria consecutiva giunse contro i Packers privi di Aaron Rodgers nella settimana 11 in cui passò 279 yard, 1 TD e un intercetto subito.
La striscia positiva dei Giants si concluse per mano dei Cowboys nella settimana 12, in cui Manning passò 174 yard e 2 TD, dicendo addio alle speranze di raggiungere i playoff. Il successo tornò la domenica successiva contro i Redskins con Eli che passò 235 yard e un TD. Nel quattordicesimo turno di campionato per la terza volta su altrettanti incontri Eli fu sconfitto dai Chargers, la squadra che aveva snobbato nel draft 2004, terminando con 259 yard passate, 1 touchdown e 2 intercetti subiti. La domenica successiva i Seattke Seahawks batterono 23-0 i Giants al MetLife Stadium, la prima volta che la franchigia newyorkese non riuscì a segnare alcun punto in casa dal settembre 1995. Manning concluse la gara con ben 5 intercetti subiti, arrivando a quota 25 in stagione. La domenica seguente New York tornò alla vittoria superando in trasferta i Lions ai supplementari. Nell'ultimo turno della stagione, i Giants batterono i Redskins vincendo la settima gara delle ultime dieci, con Eli che passò 152 yard e un touchdown. La sua stagione regolare si concluse con 3.818 yard passate, 17 touchdown e il peggior risultato della NFL con 27 intercetti subiti.

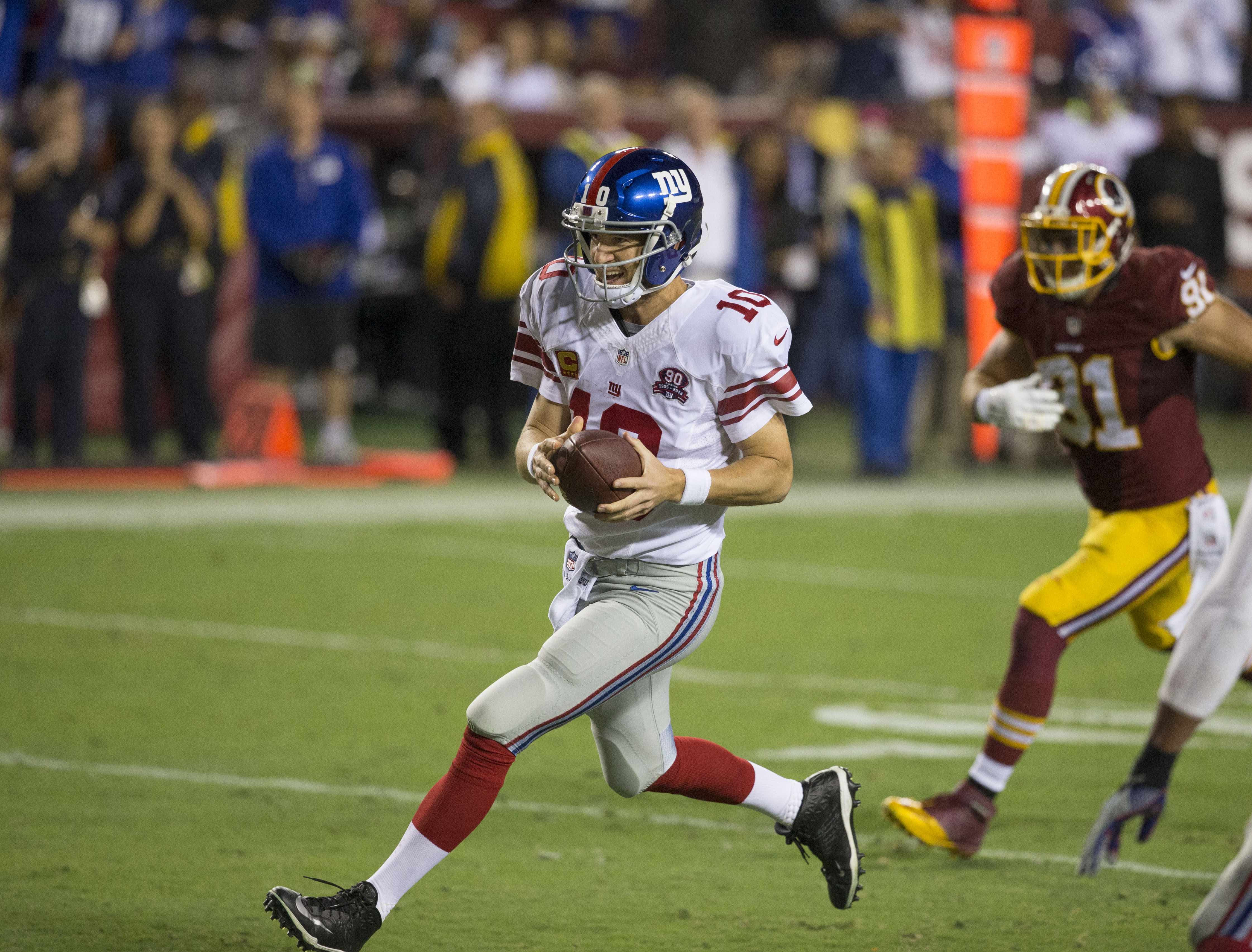
Manning nel 2014 contro i Reskins

### Stagione 2014
Senza più Hakeem Nicks, Manning iniziò male la stagione 2014 passando un touchdown e subendo due intercetti nella sconfitta in casa dei Lions. La prima vittoria giunse due settimane dopo contro i Texans in cui passò 234 yard e 2 touchdown. Quattro giorni dopo i Giants dominarono i Redskins vincendo per 45-14 in trasferta, con Eli che giocò la miglior partita stagionale fino a quel momento, passando 4 touchdown e segnandone un quinto su corsa. La terza gara consecutiva, New York la vinse in rimonta contro i Falcons, dove il quarterback passò 200 yard e 2 touchdown. La serie positiva però a quel punto si interruppe. Seguirono sette sconfitte consecutive, col punto più basso toccato per il quarterback nella settimana 11 contro i 49ers in cui subì 5 intercetti. La vittoria tornò nel quattordicesimo turno contro i Titans, la squadra col peggior record della lega, in cui passò 260 yard e un touchdown. La seconda vittoria consecutiva giunse contro i Redskins dove Eli passò 260 yard e tre touchdown, tutti per il rookie Odell Beckham. La terza nel penultimo turno in casa dei Rams in cui passò 391 yard e 3 touchdown. Nell'ultimo ininfluente turno passò un massimo stagionale di 429 yard e un touchdown nella sconfitta con gli Eagles.

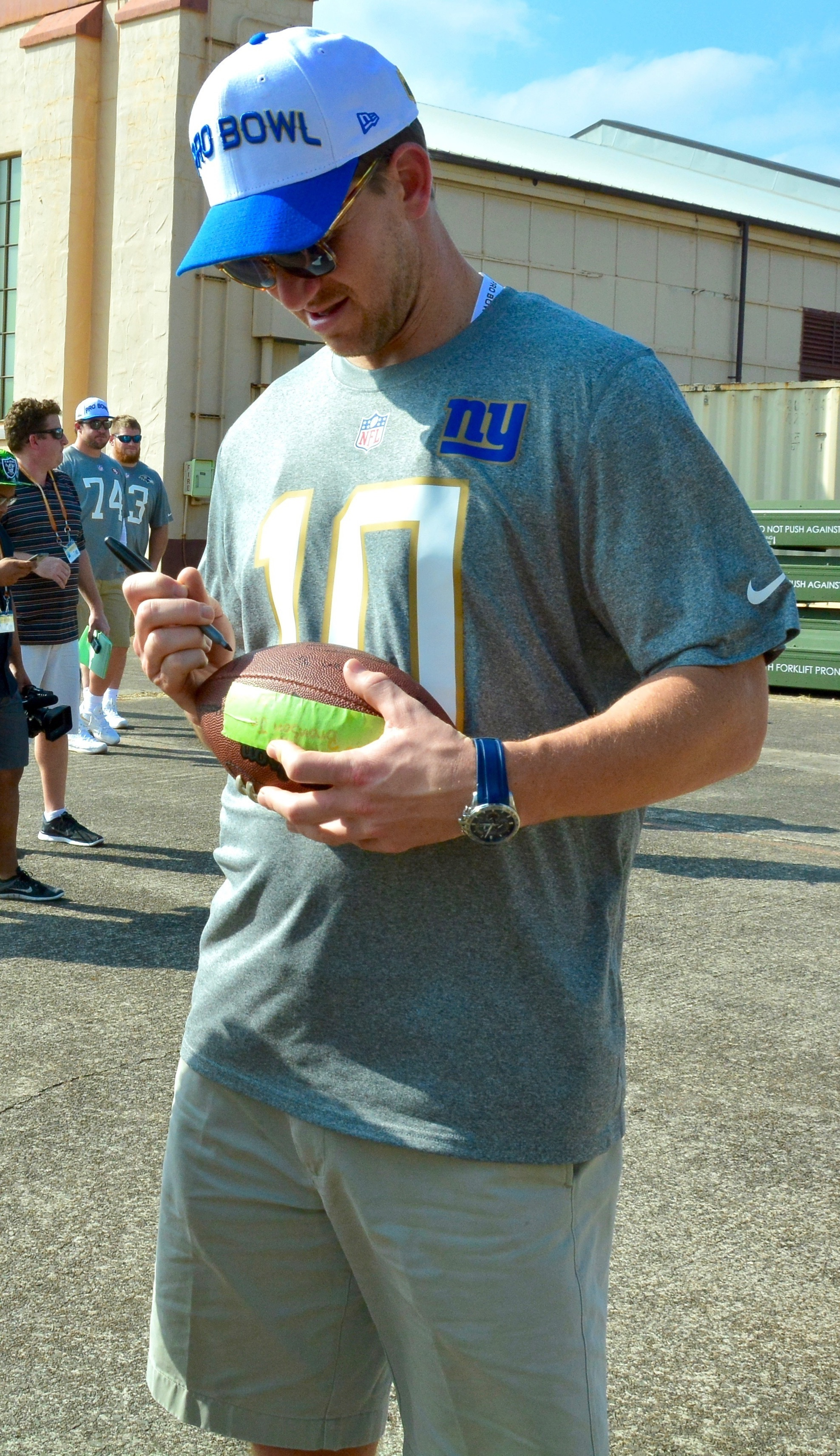
Manning mentre firma un autografo prima del Pro Bowl 2016

Il 2014 di Manning si chiuse con i secondi massimi in carriera per yard passate (4.410) e passaggi da touchdown (31), mentre i 14 intercetti subiti furono il suo miglior risultato dal 2009.

### Stagione 2015
Il 10 settembre 2015, Manning firmò coi Giants un rinnovo quadriennale del valore di 84 milioni di dollari. Dopo due sconfitte con Cowboys e Falcons, la prima vittoria stagionale dei Giants giunse nella gara del giovedì del terzo turno contro i Redskins in cui Eli passò 279 yard e 2 TD. Dopo una vittoria anche sui Bills, Manning nel quinto turno passò il touchdown decisivo a Larry Donnell a 21 secondi dal termine contro i 49ers. La sua gara terminò con 441 yard passate e 3 touchdown, oltre a un primato di franchigia di 41 passaggi completati, venendo premiato come miglior giocatore offensivo della NFC della settimana e come quarterback della settimana. Con la sua 102ª vittoria, inoltre, divenne il quarterback più vincente della storia dei Giants.

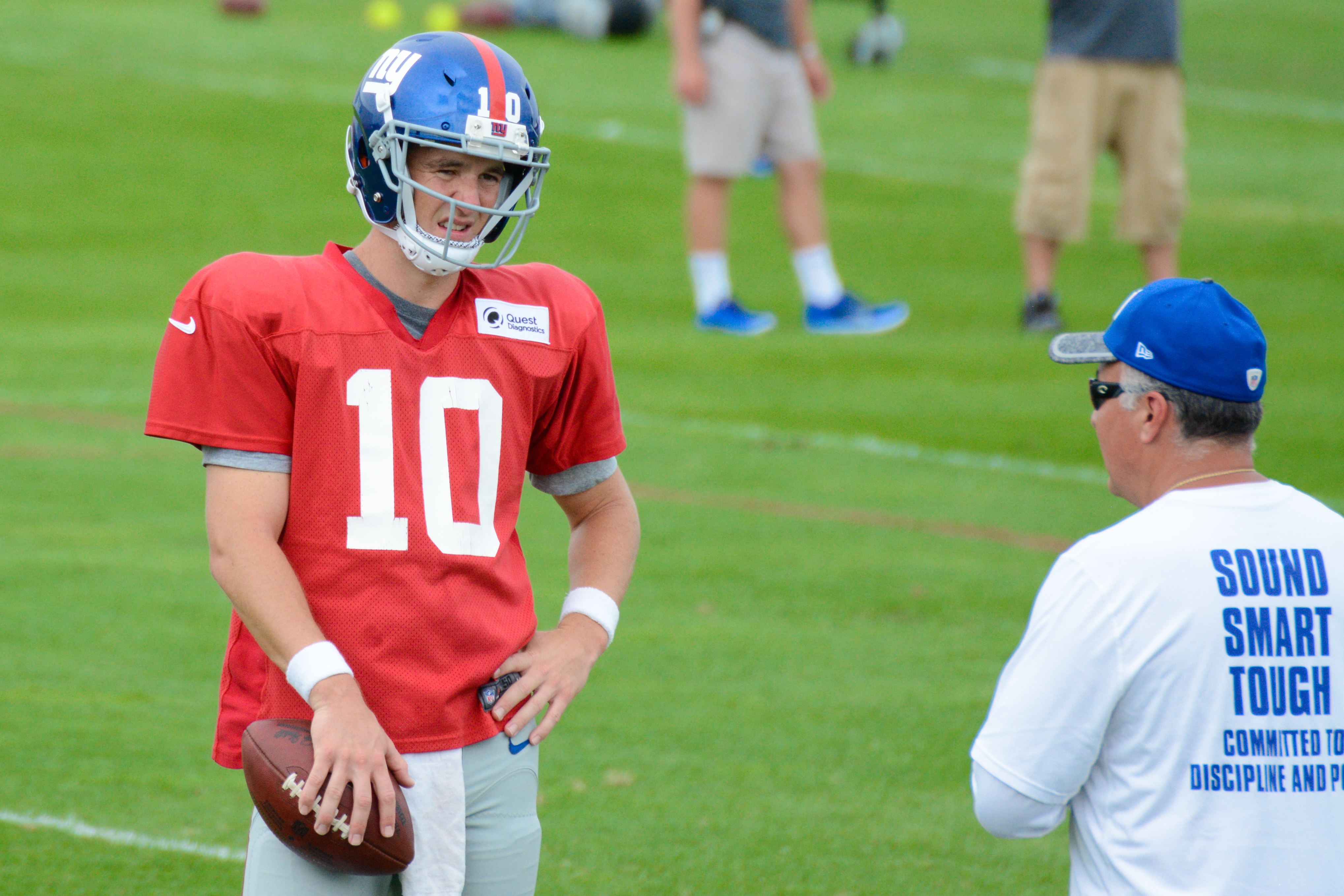
Manning nel training camp 2016

Nell'ottavo turno, Manning passò un record in carriera di sei touchdown (in una gara in cui Drew Brees pareggiò il record NFL passandone 7) ma i Giants furono sconfitti per 49-52 ai supplementari dai Saints. Dopo una vittoria coi Buccaneers, seguirono tre sconfitte consecutive, fino al ritorno alla vittoria nel Monday Night della settimana 14 contro i Dolphins in cui Manning completò 27 passaggi su 31 per 337 yard e 4 touchdown per un passer rating di 151,5, il suo migliore dal 2009. Per la seconda volta in stagione, dopo questa partita fu premiato come giocatore offensivo della settimana. La sua stagione regolare si chiuse con 4.436 yard passate, 35 touchdown (un nuovo record personale e secondo nella NFL) e 14 intercetti, mentre i Giants finirono al terzo posto della division con un bilancio di 6-10.

### Stagione 2016
La stagione 2016 fu la prima in carriera per Manning senza la guida di Tom Coughlin, sostituito come capo-allenatore da Ben McAdoo. La prima gara dell'anno fu una vittoria sul fino di lana sui Cowboys per 20-19, in cui passò 3 touchdown e subì un intercetto. La sua stagione regolare si chiuse passando oltre 4.000 yard per la terza stagione consecutiva, con 26 touchdown e 16 intercetti. I Giants si classificarono per la prima volta per i playoff dalla vittoriosa stagione del 2011 con un record di 11-5, venendo eliminati nel primo turno dai Packers per 38-13, in una gara in cui Manning passò 299 yard, un touchdown e un subì un intercetto.

### Stagione 2017

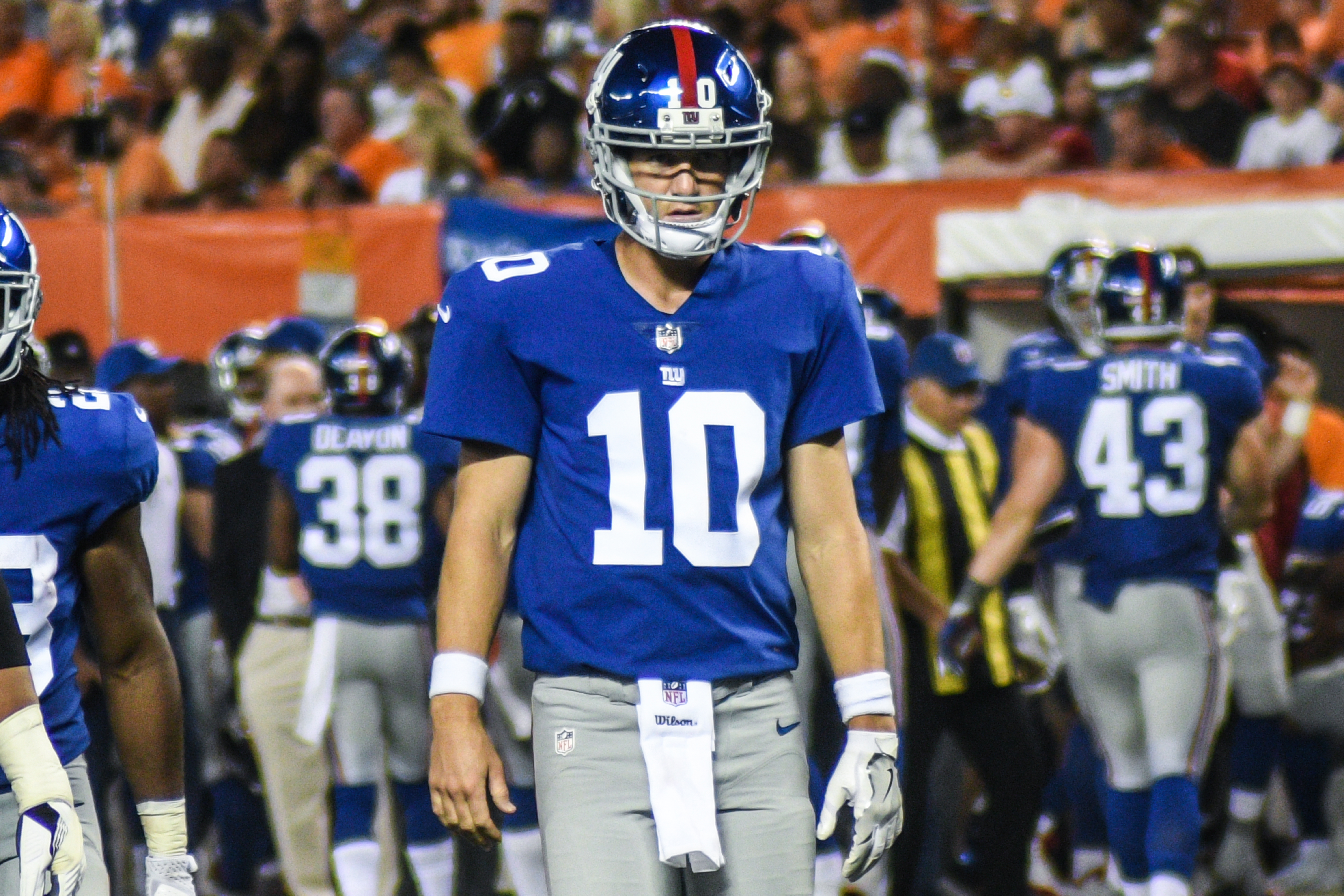
Manning nella pre-stagione 2017 contro i Browns

I Giants ebbero una partenza estremamente difficoltosa nella stagione 2017, perdendo tutte le prime cinque gare, con Manning che vide infortunarsi diversi giocatori chiave tra i suoi ricevitori come Odell Beckham e il nuovo acquisto Brandon Marshall. La prima vittoria giunse nel sesto turno contro i Denver Broncos in cui passò 128 yard e un TD. Nella settimana 9, Manning divenne il settimo giocatore della storia a superare le 50.000 yard passate in carriera.
Dopo un record di 2-9 nelle prime undici partite, il 28 novembre l'allenatore Ben McAdoo annunciò che a partire come titolare nella gara successiva sarebbe stato Geno Smith. Fu la prima volta dal 2004 in cui Manning non sarebbe stato il titolare dei Giants, chiudendo una striscia di 210 partite consecutive, la seconda più lunga della storia della NFL dopo le 297 di Brett Favre. I Giants subirono però una nuova sconfitta che costò il posto a McAdoo e a partire dalla gara seguente l'allenatore ad interim Steve Spagnuolo tornò a nominare Manning titolare. Nell'ultimo turno stagionale, Manning superò John Elway al sesto posto di tutti i tempi per yard passate in carriera. I Giants terminarono solamente con 3 vittorie, il numero minimo dal suo arrivo in squadra.

### Stagione 2018

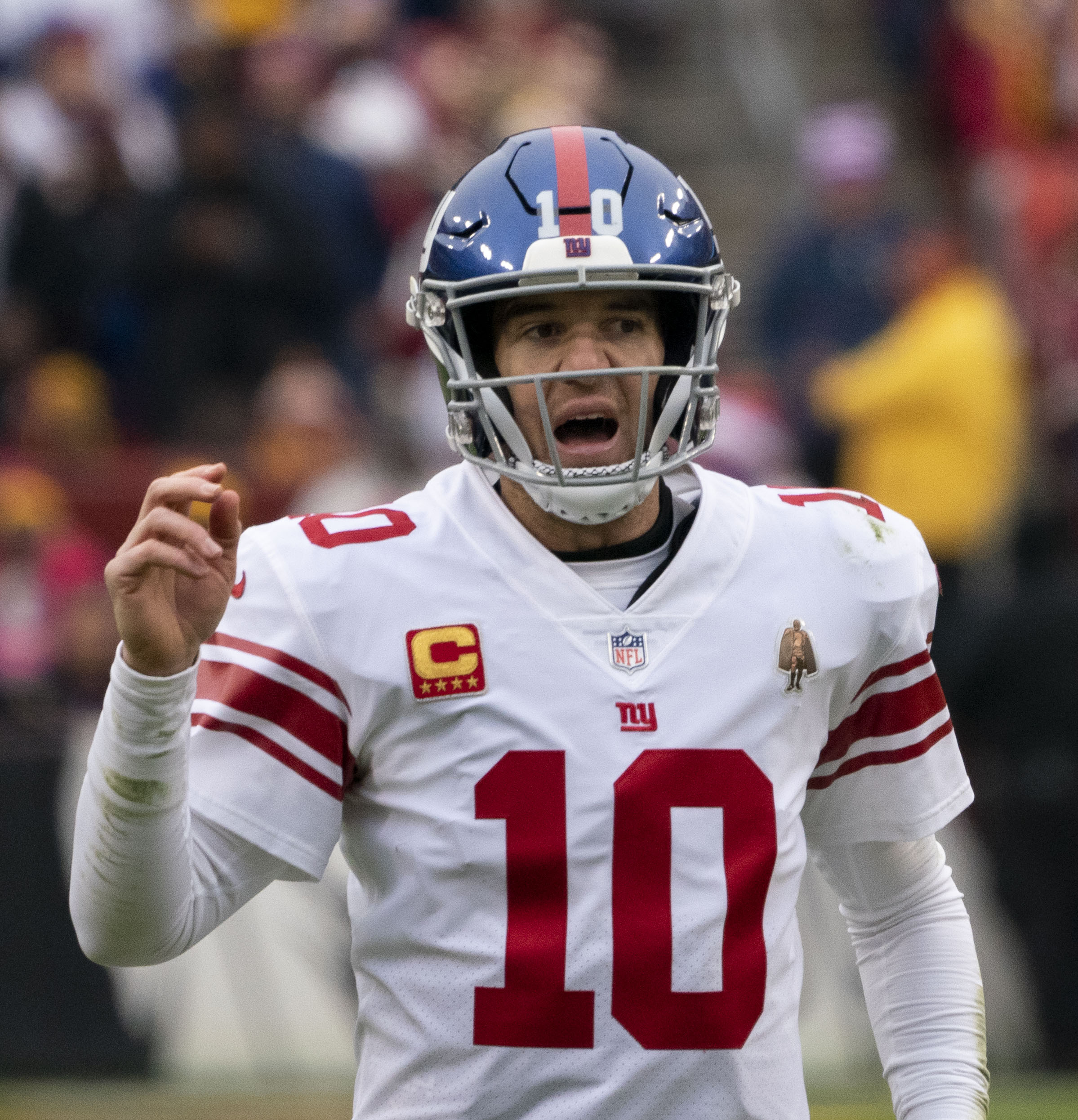
Manning nel 2018

Nell'undicesimo turno Manning disputò la miglior gara stagionale, sbagliando un solo passaggio su 18 tentativi nella vittoria per 38-35 sui Buccaneers. Malgrado l'arrivo di un nuovo terminale offensivo come Saquon Barkley i Giants chiusero però un'altra annata deludente con 5 vittorie e 11 sconfitte. Manning terminò con 4.299 yard passate, 21 TD e 11 intercetti subiti.

### Stagione 2019
Dopo due sconfitte in altrettante partite, i Giants nominarono come titolare al posto di Manning il rookie Daniel Jones, scelto come sesto assoluto nel Draft NFL 2019. Manning tornò come titolare nel Monday Night Football della settimana 14, a causa di un infortunio di Jones, nella sconfitta ai tempi supplementari contro gli Eagles. La settimana successiva contro i Miami Dolphins in casa, Manning lanciò 283 yard, 2 touchdown e 3 intercetti, guidando la squadra alla vittoria per 36–20. Al termine della partita, Manning fu sollevato in aria e ricevette una standing ovation dai tifosi, quasi certi che fosse la sua ultima gara come quarterback titolare. Jones tornò in azione nella settimana 16 e la stagione di Eli ebbe termine. Complessivamente passò 1.042 yard, 6 touchdown e 5 intercetti in quattro gare.
Il 24 gennaio 2020 Manning annunciò il suo ritiro dal football giocato in una conferenza stampa.

## Palmarès

### Franchigia
- Super Bowl : 2

New York Giants: XLII, XLVI
- National Football Conference Championship: 2

New York Giants: 2007, 2011

### Individuale
- MVP del Super Bowl: 2

2007, 2011
- Convocazioni al Pro Bowl: 4

2008, 2011, 2012, 2015
- Quarterback della settimana: 3

4ª del 2005, 2ª del 2012, 5ª del 2015
- GMC Never Say Never Moment della settimana: 1

2ª della stagione 2012
- Walter Payton Award - 2016 (condiviso con Larry Fitzgerald)
- Club delle 500 yard passate in una singola gara
- Numero 10 ritirato dai New York Giants

## Statistiche

### Stagione regolare
| Anno   | Squadra | P   | PT  | Passaggi | Passaggi | Passaggi | Passaggi | Passaggi | Passaggi | Passaggi | Passaggi | Corse | Corse | Corse | Corse | Sack | Sack  | Fumble | Fumble |
| Anno   | Squadra | P   | PT  | Ten      | Comp     | %        | Yard     | Media    | TD       | Int      | Rat      | Ten   | Yard  | Media | TD    | Sack | YP    | Fum    | Persi  |
| ------ | ------- | --- | --- | -------- | -------- | -------- | -------- | -------- | -------- | -------- | -------- | ----- | ----- | ----- | ----- | ---- | ----- | ------ | ------ |
| 2004   | NYG     | 9   | 7   | 197      | 95       | 48,2     | 1.043    | 5,3      | 6        | 9        | 55,4     | 6     | 35    | 5,8   | 0     | 13   | 83    | 3      | 1      |
| 2005   | NYG     | 16  | 16  | 557      | 294      | 52,8     | 3.762    | 6,8      | 24       | 17       | 75,9     | 29    | 80    | 2,8   | 1     | 28   | 184   | 9      | 2      |
| 2006   | NYG     | 16  | 16  | 522      | 301      | 57,7     | 3.244    | 6,2      | 24       | 18       | 77,0     | 25    | 21    | 0,8   | 0     | 25   | 186   | 9      | 2      |
| 2007   | NYG     | 16  | 16  | 529      | 297      | 56,1     | 3.336    | 6,3      | 23       | 20       | 73,9     | 29    | 69    | 2,4   | 1     | 27   | 217   | 13     | 7      |
| 2008   | NYG     | 16  | 16  | 479      | 289      | 60,3     | 3.238    | 6,8      | 21       | 10       | 86,4     | 20    | 10    | 0,5   | 1     | 27   | 174   | 5      | 2      |
| 2009   | NYG     | 16  | 16  | 509      | 317      | 62,3     | 4.021    | 7,9      | 27       | 14       | 93,1     | 17    | 65    | 3,8   | 0     | 30   | 216   | 13     | 8      |
| 2010   | NYG     | 16  | 16  | 539      | 339      | 62,9     | 4.002    | 7,4      | 31       | 25       | 85,3     | 32    | 70    | 2,2   | 0     | 16   | 117   | 7      | 5      |
| 2011   | NYG     | 16  | 16  | 589      | 359      | 61,0     | 4.933    | 8,4      | 29       | 16       | 92,9     | 35    | 15    | 0,4   | 1     | 11   | 84    | 8      | 4      |
| 2012   | NYG     | 16  | 16  | 536      | 321      | 59,9     | 3.948    | 7,37     | 26       | 15       | 87,2     | 20    | 30    | 1,5   | 0     | 19   | 92    | 4      | 1      |
| 2013   | NYG     | 16  | 16  | 551      | 317      | 57,5     | 3.818    | 6,9      | 18       | 27       | 69,4     | 18    | 36    | 2,0   | 0     | 39   | 281   | 7      | 2      |
| 2014   | NYG     | 16  | 16  | 601      | 379      | 63,1     | 4.410    | 7,3      | 30       | 14       | 92,1     | 12    | 31    | 2,6   | 1     | 28   | 187   | 7      | 4      |
| 2015   | NYG     | 16  | 16  | 618      | 387      | 62,6     | 4.436    | 7,2      | 35       | 14       | 93,6     | 20    | 61    | 3,1   | 0     | 27   | 157   | 11     | 4      |
| 2016   | NYG     | 16  | 16  | 598      | 377      | 63,0     | 4.027    | 6,7      | 26       | 16       | 86,0     | 21    | -9    | -0,4  | 0     | 21   | 142   | 7      | 4      |
| 2017   | NYG     | 15  | 15  | 571      | 352      | 61,6     | 3.468    | 6,1      | 19       | 13       | 80,4     | 12    | 26    | 2,2   | 1     | 31   | 189   | 11     | 5      |
| 2018   | NYG     | 16  | 16  | 576      | 380      | 66,0     | 4.299    | 7,5      | 21       | 11       | 92,4     | 15    | 20    | 1,3   | 1     | 47   | 358   | 7      | 4      |
| 2019   | NYG     | 4   | 4   | 147      | 91       | 61,9     | 1.042    | 7,1      | 6        | 5        | 82,6     | 4     | 7     | 1,8   | 0     | 5    | 44    | 3      | 1      |
| Totale | Totale  | 236 | 234 | 8.119    | 4.895    | 60,3     | 57.023   | 7,0      | 366      | 244      | 84,1     | 315   | 567   | 1,8   | 7     | 411  | 2.870 | 125    | 56     |

### Playoff
| Anno   | Squadra | P  | PT | Passaggi | Passaggi | Passaggi | Passaggi | Passaggi | Passaggi | Passaggi | Passaggi | Corse | Corse | Corse | Corse | Sack | Sack | Fumble | Fumble |
| Anno   | Squadra | P  | PT | Ten      | Comp     | %        | Yard     | Media    | TD       | Int      | Rat      | Ten   | Yard  | Media | TD    | Sack | YP   | Fum    | Persi  |
| ------ | ------- | -- | -- | -------- | -------- | -------- | -------- | -------- | -------- | -------- | -------- | ----- | ----- | ----- | ----- | ---- | ---- | ------ | ------ |
| 2005   | NYG     | 1  | 1  | 18       | 10       | 55,6     | 113      | 6,3      | 0        | 3        | 35,0     | 0     | 0     | 0,0   | 0     | 4    | 22   | 1      | 1      |
| 2006   | NYG     | 1  | 1  | 27       | 16       | 59,3     | 161      | 6,0      | 2        | 1        | 85,6     | 2     | 4     | 2,0   | 0     | 1    | 7    | 0      | 0      |
| 2007   | NYG     | 4  | 4  | 119      | 72       | 61,3     | 854      | 7,2      | 6        | 1        | 95,7     | 8     | 10    | 1,3   | 0     | 9    | 47   | 2      | 0      |
| 2008   | NYG     | 1  | 1  | 29       | 15       | 51,7     | 169      | 5,8      | 0        | 2        | 40,7     | 1     | 0     | 0,0   | 0     | 0    | 0    | 0      | 0      |
| 2011   | NYG     | 4  | 4  | 163      | 106      | 65,0     | 1.219    | 7,5      | 9        | 1        | 103,3    | 8     | 20    | 2,5   | 0     | 11   | 75   | 1      | 0      |
| 2016   | NYG     | 1  | 1  | 44       | 23       | 52,3     | 299      | 6,8      | 1        | 1        | 72,1     | 1     | 11    | 11,0  | 0     | 2    | 4    | 1      | 1      |
| Totale | Totale  | 12 | 12 | 400      | 242      | 60,5     | 2.815    | 7,0      | 18       | 9        | 87,4     | 20    | 45    | 2,3   | 0     | 27   | 155  | 5      | 2      |

Fonte: Football Database
In grassetto i record personali in carriera —      MVP della NFL —      Vincitore del Super Bowl —      Record della NFL